# The House on Telegraph Hill
The House on Telegraph Hill is een Amerikaanse film noir uit 1951 onder regie van Robert Wise. Destijds werd de film in Nederland uitgebracht onder de titel De gifbeker.

## Verhaal
Victoria Kowelska heeft de gruwelen van de Tweede Wereldoorlog overleefd en is uiteindelijk geëmigreerd naar de Verenigde Staten. Ze woont nu met haar man in een herenhuis met uitzicht over de baai van San Francisco. Ze zou gelukkig moeten zijn, maar Victoria is niet wie ze beweert te zijn.

## Rolverdeling
| Acteur              | Personage           |
| ------------------- | ------------------- |
| Richard Basehart    | Alan Spender        |
| Valentina Cortese   | Victoria Kowelska   |
| William Lundigan    | Majoor Marc Bennett |
| Fay Baker           | Margaret            |
| Gordon Gebert       | Christopher         |
| Steven Geray        | Dokter Burkhardt    |
| Herbert Butterfield | Joseph C. Callahan  |
| Kei Thin Chung      | Kei                 |
| John Burton         | Mijnheer Whitmore   |
| Katherine Meskill   | Mevrouw Whitmore    |
| Mario Siletti       | Tony                |
| Charles Wagenheim   | Man bij het ongeluk |
| David Clarke        | Monteur             |
| Tamara Schee        | Maria               |
| Natasha Lytess      | Karin Dernakova     |